# سوتلا پرتیچ

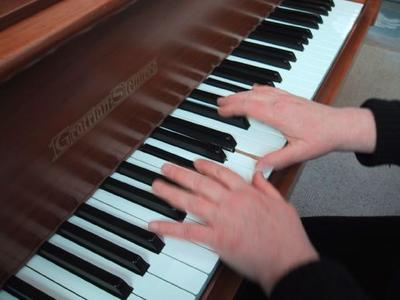
سوتلا پرتیچ

سِوِتلا پرُتیچ Svetla Protich (بلغاری: Светла Протич)، زادهٔ صوفیه، پیانیست کلاسیک بلغاری و استاد موسیقی است.

## زندگی‌نامه
سوتلا پرتیچ از ۵ سالگی نواختن پیانو را زیر نظر پروفسور دیمیتار نِنُف آغاز کرد و نخستین رسیتال تک‌نوازی خود را در حالی که فقط ۸ سال داشت برگزار کرد. در سن ۹ سالگی به او عضویت در اتحادیهٔ معتبر هنرمندان و نوازندگان بلغارستان پیشنهاد شد. در سن ۱۵ سالگی وی یک دانشجوی تمام وقت پیانو در کنسرواتوار موسیقی صوفیا شد و در ۲۰ سالگی و با افتخار از همان دانشگاه فارغ‌التحصیل شد. وی دورهٔ کارشناسی ارشد خود را در کنسرواتوار موسیقی بخارست، نزد استاد افسانه‌ای فلُریکا موسیچسکو(دختر آهنگساز رُمانیایی زادهٔ مولداوی، گاوریل موسیچسکو) گذراند.

## ضبط‌ها

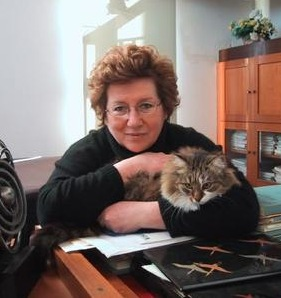
سوتلا پرتیچ

سوتلا پرتیچ با لیبل‌هایی مانند Harmonia Mundi , Balkanton , Pyramid Records , Nimbus Records , King Records، اجرای آثار موتزارت، شوبرت، موسورگسکی، چایکوفسکی، باخ و … را ضبط کرده است.